# Anundsjö IF
Anundsjö IF ist ein schwedischer Fußballverein aus Bredbyn, der seine Heimspiele auf dem Fußballplatz Olympia austrägt.

## Geschichte
Anundsjö IF gründete sich am 21. Juli 1921. Die Fußballmannschaft spielte lange Zeit nur unterklassig, in den 1970er Jahren gelang der Aufstieg in die vierte Liga. Nachdem sie 1980 erstmals in die Drittklassigkeit aufgestiegen war, etablierte sie sich auf Anhieb im vorderen Bereich der Liga. 1982 verpasste der Klub als Vizemeister der Staffel Mellersta Norrland hinter IFK Östersund nur knapp den Aufstieg in die zweite Liga. Im Anschluss konnte man nicht an den Erfolg anknüpfen und musste 1985 wieder absteigen.
Nachdem Anundsjö IF zeitweise bis in die Fünftklassigkeit abgerutscht war, etablierte sich die Mannschaft im Laufe der 1990er Jahre in der vierten Liga. 2000 stieg sie erneut ab, schaffte aber den direkten Wiederaufstieg. 2003 gelang der Staffelsieg in der Division 3 Mellersta Norrland und zwei Jahre später als Tabellenfünfter bei einer Ligareform nach Erfolgen in den Entscheidungsspielen gegen Falu BS und IK Sleipner die Qualifikation für die neu geschaffene Division 1. In der Premierensaison belegte die Mannschaft einen Abstiegsplatz und musste mit Robertsfors IK und Kiruna FF aus der Nordstaffel absteigen. In den folgenden Jahren etablierte sich die Mannschaft erneut in der Viertklassigkeit.